# Devin Nunes
Devin Gerald Nunes, GOIH /ˈnuːˌnɛs/ (nascut l'1 d'octubre de 1973), és un polític republicà americà, membre de la Cambra de Representants dels Estats Units en representació del 22è districte congressual de Califòrnia des de 2003. Va ser president del Comitè d'Intel·ligència de la Cambra de Representants en el període 2015-2019 i membre de l'equip de transició del president Trump. El districte de Nunes, numerat com el 21 des de 2003 fins a 2013 i com el 22 després de la redistribució de districtes, es troba a la Vall de San Joaquin i inclou la major part de l'oest del comtat de Tulare i gran part de l'est del comtat de Fresno.

## Primers anys, educació i carrera
Nunes Va néixer l'1 d'octubre de 1973 a Tulare, Califòrnia, el més gran dels dos fills nascuts d'Anthony i Diane Nunes. La seva família ha tingut una granja al comtat de Tulare durant tres generacions. La família Nunes és d'origen portuguès, immigrant de les Açores a Califòrnia. Després de rebre el grau d'arts al College of the Sequoias, Nunes va obtenir un grau en negoci agrícola i un postgrau en agricultura al Cal Poly San Luis Obispo (Universitat Politècnica Estatal de Califòrnia).
El 2001 va ser nomenat pel President George W. Bush director de l'estat de Califòrnia de la Secció de desenvolupament rural d'agricultura dels Estas Units. Va deixar-ho el 2002 quan es va presentar candidat pel Partit Republicà en el 21è districte congressual, un districte nou creat després del cens del 2000 dels Estats Units.

## Vida personal
Nunes està casat amb Elizabeth Nunes (nascuda Tamariz), amb qui té tres filles: Evelyn, Julia i Margaret.

## Honors
- Gran Oficial de l'Orde de l'Infant Dom Henrique, Portugal (7 de juny de 2013)[6]
- Comandant de l'Orde de l'Estrella de Romania, Romania (8 de juny de 2018)[7][8]